# Zúñiga
Zúñiga là một đô thị trong tỉnh và cộng đồng tự trị Navarre, Tây Ban Nha. Đô thị này có dân số là 173 người. Đô thị này có diện tích 11,864 km2, nằm ở độ cao 572 m trên mực nước biển, cách tỉnh lỵ 71 km.

## Biến động dân số
| Biến động dân số                                     | Biến động dân số | Biến động dân số | Biến động dân số | Biến động dân số | Biến động dân số | Biến động dân số | Biến động dân số | Biến động dân số | Biến động dân số | Biến động dân số |
| 1996                                                 | 1998             | 1999             | 2000             | 2001             | 2002             | 2003             | 2004             | 2005             | 2006             | 2007             |
| ---------------------------------------------------- | ---------------- | ---------------- | ---------------- | ---------------- | ---------------- | ---------------- | ---------------- | ---------------- | ---------------- | ---------------- |
| 130                                                  | 126              | 118              | 114              | 111              | 162              | 173              | 183              | 178              | 181              | 157              |
| Nguồn: Zúñiga et instituto de estadística de navarra |                  |                  |                  |                  |                  |                  |                  |                  |                  |                  |

Zuniga